# Горчилин, Олег Геннадьевич
Олег Геннадьевич Горчилин (род. 8 марта 1964) — советский хоккеист, нападающий.

## Биография
Воспитанник клубной команды московского «Спартака» (тренер Владимир Кузнецов). Дебютировал в составе «Спартака» 14 мая 1981 года в последнем матче предварительного этапа чемпионата СССР против московского «Динамо» (3:5) под № 27. Вышел в «молодёжном» звене Логинов — Болдин — Горчилин; в следующем сезоне провёл ещё два матча. Лучший бомбардир юношеского чемпионата СССР 1981 года. Победитель финального турнира зимней Спартакиады народов СССР 1982 в составе сборной Москвы (8 шайб).
Сезон 1983/84 отыграл в команде первой лиги «Автомобилист» Свердловск, был награждён медалью «За спасение утопающих». В следующем сезоне выступал в первой лиге за «Торпедо» Ярославль, после чего решил закончить выступления.
Тренер в детской школе в Южном Бутово.
Играл за ветеранов «Спартака» на Кубке легенд-2011, был включён в заявку команды на Кубок Легенд-2015, но не выходил на лёд.